# Anna Zherebtsova

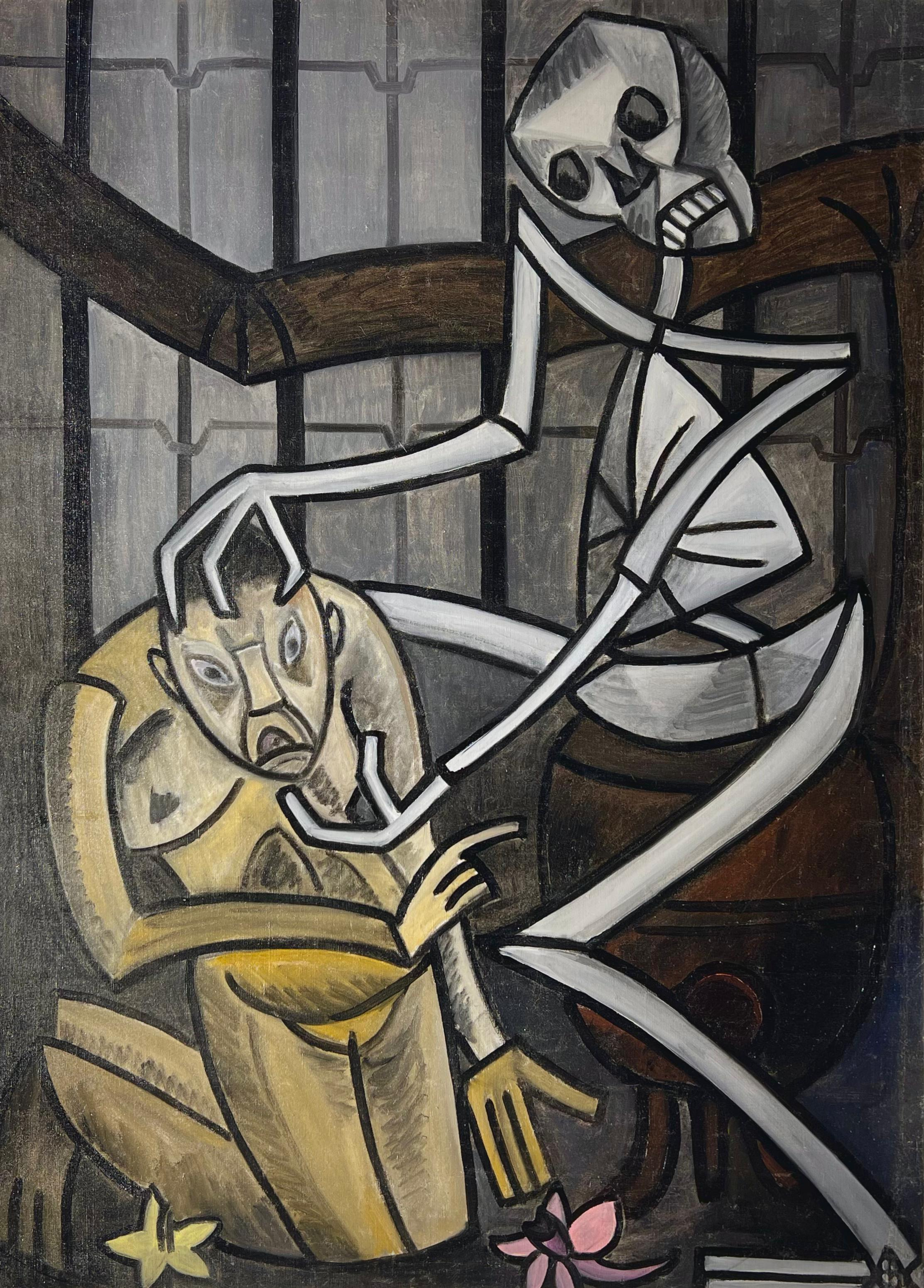
Anna Zherebtsova, L’Asphyxie (1910), óleo sobre lienzo

Anna Mijáilovna Zherebtsova (Rusia, 18 de noviembre de 1885 - después de 1939), también conocida como Anne Jerebtsoff, fue una pintora y grabadora rusa de vanguardia cuya obra participa de las corrientes renovadoras del arte del siglo XX, como el cubismo y el primitivismo. 

## Vida y obra
No hay noticias de los primeros años de vida de Zherebtsova en Rusia, pero se sabe que desde al menos el año 1907 reside en París de forma permanente, y que continua viviendo en la capital francesa hasta al menos 1939. Durante sus primeros años en París cursa estudios en la Académie de La Palette y entra en contacto con el círculo de artistas de vanguardia que se reúne en casa de Serge Ferat y Hélène d’Oettingen. En 1907 es admitida en la Societé des Artistes Indépendants de París y desde 1908 hasta 1939 participa en todos los salones organizados por esta asociación.  
Aunque sus trabajos se muestran fundamentalmente en los salones de París, también participa en así en algunas de las exposiciones pioneras del arte moderno en Rusia. En 1908, por ejemplo, presenta una de sus pinturas en Zveno (Eslabón), una exposición colectiva organizada por los artistas David Burliuk y Alexandra Ekster en Kiev, y que según Benedikt Livshits debería ser considerada la primera exposición futurista, es decir la primera exposición de vanguardia, organizada en Rusia. Asimismo, a finales de 1911 Zherebtsova entra a formar parte de la recién creada asociación de artistas rusos Bubnovyi Valet (Sota de diamantes) y, a comienzos de 1912, participa con dos obras, L’Asphyxie (1910) y Un tournoi (1910), en la primera exposición organizada oficialmente por este grupo en Moscú. Dos años más tarde, en 1914, expone su trabajo en el Salón organizado en Ámsterdam por la asociación holandesa De Onafhankelijken (Los independientes).
A pesar de la escasa de información que se tiene en la actualidad acerca de Zherebtsova, su obra fue enormemente conocida y comentada en su época, tal y como demuestran las reseñas de sus pinturas firmadas por críticos de arte como Guillaume Apollinaire y Anatoli Vasílievich Lunacharski, entre otros. Por su parte, David Burliuk incluye a Zherebtsova en el reducido grupo de artistas "pioneros del nuevo arte" que menciona en su ensayo Die "Wilden" Russlands (Los rusos salvajes), publicado en el almanaque de Der Blaue Reiter (El jinete azul) en 1914.
Por otro lado, además de mantener estrechos vínculos con los artistas rusos y franceses de vanguardia de la época, Zherebtsova mantiene una breve pero intensa amistad con el pintor y crítico italiano Ardengo Soffici. De hecho, el interés de Soffici por la obra y el pensamiento de Zherebtsova le lleva tanto a escribir un extenso artículo monográfico aparecido en 1913 en La Voce, una revista italiana de cultura y política, como a invitarla a colaborar con un artículo en el tercer número de Lacerba, una publicación de carácter futurista que acababa de fundar. El texto de Zherebtsova se titula «La convenzione nell'arte» y es su único escrito teórico conocido. No obstante, en los siguientes números de Lacerba se incluirán también varias de sus litografías.  
La escasa obra conocida de Zherebtsova parece atravesar diferentes períodos y estilos a lo largo de su larga carrera, entre los que destaca su temprana recepción del cubismo, que podemos datar hacia 1910. Otro estilo moderno que recorre gran parte de sus obras es el primitivismo, cuyas fuentes se encuentran tanto en el arte africano como en las artes populares rusas, así como en la pintura de Henri Rousseau. Por otro lado, en 1913 lleva a cabo en sintonía con la época varias pinturas cercanas al orfismo. 
Los primeras trabajos que conocemos de Zherebtsova son fundamentalmente alegorías, aunque la artista también aborda géneros tradicionales como el retrato, el paisaje y la naturaleza muerta. En 1920, un año después de la Revolución rusa, su desafección con la nuevo situación social de su país la lleva a realizar una serie de cuadros de marcado carácter político como Portrait de S. M. l’Empereur Nicolas II, L’Aigle impérial russe o Les Saints protecteurs des soldats. Más aún, su disconformidad con nueva situación política de Rusia la llevará ese mismo año a rechazar una invitación oficial para representar a su país en la XII Bienal de Venecia. A su vez, un cierto desencanto con las derivas del arte moderno se hace evidente en su dedicación casi exclusiva a las pinturas de gatos llevadas a cabo entre 1926 y 1939 y presentadas en los salones parisinos. 
En 1939 participa por última vez en el Salón de los independientes de París. A partir de esta fecha no tenemos más registros documentales suyos, de ahí que su fecha de fallecimiento, desconocida hasta el momento, aparezca siempre datada como "después de 1939". Sin embargo, en 1970, tres décadas después de su última exposición conocida, varios de sus trabajos fueron incluidos en una sección de carácter retrospectivo de la 81ª Exposición de la Société des Artistes Indépendants de París. Recientemente, una de las pinturas que formaron parte de esta exposición retrospectiva, L’Asphyxie (1910), salió a la luz después de pasar cinco décadas en una colección privada.